# 小山乡 (海兴县)
小山乡，是中华人民共和国河北省沧州市海兴县下辖的一个乡镇级行政单位。

## 行政区划
小山乡下辖以下地区：
小山北村、小山西村、小山东村、小山南村、李良志村、周良志村、孙良志村、曹庄子村、后毕王文村、前毕王文村、山后村、张皮村、赵高村、付庄子村、蔡庄子村、常庄子村、东候村、西候村和盘洼村。